# 7-脱氢胆固醇
7-脱氢胆固醇（英語：7-Dehydrocholesterol，缩写7-DHC）是一种胆固醇合成的前体，同时也是维生素D3（胆钙化醇）合成的中间产物，会在光照下开环转化为维生素D3。